# François Christophe Kellermann
François Christophe Kellermann hay de Kellermann, Công tước xứ Valmy (28 tháng 5 năm 1735 – 23 tháng 9 năm 1820) là một chỉ huy người Pháp, sau này là Đại tướng và thống chế Pháp. Thống chế Kellermann tham gia rất nhiều vị trí cho đến khi về hưu từ Chiến tranh Cách mạng Pháp cho đến Chiến tranh Napoleon.

## Thời niên thiếu
François Christophe de Kellermann đến một gia đình từ Saxony định cư lâu dài tại Strasbourg và là quý tộc. Ông là con trai duy nhất của hai người Đức sống tại vùng Alsace. Cha ông là François de Kellermann và mẹ ông là nữ Bá tước Marie von Dyhrn.

## Thời kì trước Cách mạng
Khi 15 tuổi, François Kellermann gia nhập quân đội Pháp với tư cách quân tình nguyện  trong một trung đoàn khinh kỵ binh. Ông được thăng hàm thiếu uý trong "trung đoàn bộ binh Hoàng gia Bavaria" và hàm đại uý năm 1758 trong Chiến tranh 7 năm. Bằng tài năng của mình, ông đã bắt sống 300 tù binh khi mà chỉ có trong tay ít kỵ binh. Năm 1771, Kellermann phục vụ tại Ba Lan,  và được phong Kỵ sĩ. Ba năm sau ông được thăng hàm thiếu tá. Kellermann được phong Chuẩn tướng năm 1784, và lên Thiếu tướng vào năm sau. Trong số các thống chế của Napoleon, Kellermann là người duy nhất có chức vụ cao trong chế độ cũ.

## Thời kì Cách mạng
Năm 1789, Kellermann ủng hộ Cách mạng Pháp và năm 1791 được làm tư lệnh tại Alsace. Tháng 4 năm 1792, ông được phong hàm trung tướng và đây cũng là năm vàng son nhất trong cuộc đời binh nghiệp của ông, với chiến thắng trước quân Phổ tại Trận Valmy, mà theo Johann Wolfgang von Goethe, "đã mở ra kỷ nguyên mới trong lịch sử thế giới". Napoleon sau này cũng đã bình luận: "Tôi nghĩ rằng tôi là một vị tướng uy danh nhất thời kì tôi sống, nhưng tôi không dám ở vị trí sườn núi và cối xay gió tại Valmy (nơi Kellermann chỉ huy) năm 1793. 
Được luân chuyển sang đơn vị đóng tại sông Moselle, Kellermann đã bị buộc tội bởi tướng Adam Philippe, bá tước de Custine vì đã không trợ giúp trong kế hoạch sông Rhine; nhưng lại được tha bổng bởi Hội nghị Quốc ước tại Paris, và được giao đứng đầu quân đội vùng Alps và Ý, in nơi ông đã chứng minh được khả năng quản lý tốt của mình.
Một thời gian sau, ông nhận vị trí tại giám sát tại Lyons, nhưng rồi chống lại Hội nghị Quốc ước để rồi bị bắt giam tai Paris trong vòng 13 tháng. Lại một lần nữa, ông lại được tái bổ nhiệm và làm tốt nhiệm vụ khi giữ vững biên giới phía nam trước quân Áo 

## Thời kỳ Đế chế
Khi đã 62 tuổi, ông vẫn đủ sức để làm việc, nhưng các vị tướng trẻ khác đã làm nên công trạng lại cho thấy những đổi mới trong nghệ thuật chiến tranh, và đến đây, sự nghiệp quân sự của ông chấm dứt. Nhưng là anh hùng tại Valmy, Napoleon đã cho Kellermann làm Thượng nghị sĩ (1800), chủ tịch Thượng viện (1801), phong hàm Thống chế (19 tháng 5 năm 1804), và danh hiệu Công tước xứ Valmy (1808).
Trong thời gian phục vụ Đế chế, Kellermann nhận nhiệm vụ huấn luyện quân đội. Đồng thời, là người kiểm soát liên lạc và tư lệnh quân dự bị, với kinh nghiệm và bề dày phục vụ của mình, Kellermann trở thành một trong những cố vấn quyền lực nhất của Napoleon.
Năm 1814, ông bỏ phiếu ủng hộ việc thoái vị của Hoàng đế và thở thành nghị sĩ dưới thời Louis XVIII.
Ông mất ngày 23 tháng 9 năm 1820 taị Paris,  và được chôn cất tại nghĩa trang Cha Lachaise.
Con trai ông là François Étienne de Kellermann, Công tước xứ Valmy, cũng tham chiến dưới thời Napoleon và được phong hàm tướng sau trận Marengo. Cháu nội của Kellermann, François Christophe Edmond de Kellermann là một chính trị gia. 